# کاوه بیات
کاوه بیات (متولد ۱۳۳۳ تهران -) تاریخ‌نگار، پژوهشگر و مترجم ایرانی و نوه دختری صولت‌الدوله قشقایی است.

## معرفی اجمالی
کاوه بیات در تهران به دنیا آمد. خاندان او از نامداران عرصهٔ تاریخ و سیاست ایران‌زمین اند. او نوهٔ دختری صولت‌الدولهٔ قشقایی است و نیای او، سهام‌السلطان، زمانی نخست‌وزیر ایران بود. مادربزرگ پدری وی نیز از نوادگان فتحعلی شاه قاجار و محمد مصدق دایی پدر اوست.

## سوابق علمی
- وی مقالاتی در فصلنامه گفتگو و ماهنامه جهان کتاب و ماهنامهٔ اندیشهٔ پویا دارد.[۱]
- بیات دبیر مجموعه‌های «تاریخ معاصر ایران» و «آسیای میانه و قفقاز» در شرکت نشر و پژوهش شیرازه کتاب (انتشارات شیرازه کتاب ما) است.[۲]
- عضو هیئت گزینش کتاب و جایزهٔ بنیاد موقوفات محمود افشار
- تاریخنگار، پژوهشگر و مترجم
- بیات تحصیلاتش را در رشتهٔ مدیریت و برنامه‌ریزی گذراند و مدت کوتاهی نیز در رشتهٔ تاریخ تحصیل کرد. او دبیر مجموعه‌های تاریخ معاصر ایران، آسیای میانه و قفقاز در شرکت نشر و پژوهش شیرازهٔ کتاب (انتشارات شیرازه) است.

از وی تألیفات، ترجمه‌ها و مقالات بسیاری در حوزهٔ تاریخ نظامی، شورش‌ها، جنبش‌های مردمی و تاریخ محلی به چاپ رسیده است.

## تألیفات و گردآوری
کاوه بیات در انتشارات شیرازه کتاب ما دبیر مجموعه‌های زیر است:
- تاریخ معاصر ایران
- آسیای میانه و قفقاز

تألیفات
- شورش خراسان و صولت‌السلطنهٔ هزاره (زمستان ۱۳۲۰)، جهان کتاب، ۱۳۹۵.
- ایران فرزند، خاطرات امیرشاپور زندنیا، ناسیونالیسم انقلابی از حزب سومکا تا ماجرای تیمور بختیار، به کوشش کاوه بیات، نشر نامک، ۱۳۹۵
- آریان، به گرد یک درفش: پیش‌درآمدی بر اندیشه نژادگرایی در ایران معاصر - زندگی‌نامه و گزیده آثار آریاپارت، شروین باوند، پردیش دانش، ۱۳۹۳
- خاطرات ملک منصور خان قشقایی، به کوشش کاوه بیات و منصور نصیری طیبی، نامک، ۱۳۹۱
- اسناد مطبوعات: ۱۲۸۶–۱۳۲۰ ه‍. ش، تهران سازمان اسناد ملی ایران، ۱۳۷۲
- فعالیت‌های کمونیستی در دوره رضا شاه، تهران، سازمان اسناد ملی ایران
- خاطرات مهاجرت: از دولت موقت کرمانشاه تا کمیتهٔ میلیون برلن، عبدالحسین شیبانی، به کوشش ایرج افشار و کاوه بیات، تهران، شیرازه، ۱۳۷۸
- نبرد سمیرم:انگلیسی‌ها، قشقایی‌ها و جنگ دوم جهانی، تهران:انتشارات خجسته، ۱۳۸۹
- توفان بر فراز قفقاز: نگاهی به مناسبات منطقه‌ای ایران و جمهوری‌های آذربایجان، ارمنستان و گرجستان در دوره نخست استقلال ۱۹۱۷–۱۹۲۱، وزارت امور خارجه، ۱۳۸۸
- کودتای لاهوتی، تبریز، بهمن ۱۳۰۰، نشر و پژوهش شیرازه، ۱۳۷۶
- قیام نافرجام: شورش لهاک خان سالار جنگ خراسان، تیرماه ۱۳۰۵، پروین، ۱۳۷۵
- خاطرات و اسناد سپهبد حاجعلی رزم آرا، تهران، پردیس دانش
- بحران قره باغ، پروین، ۱۳۷۲.
- خاطرات دوران سپری شده: خاطرات و اسناد یوسف افتخاری ۱۲۹۹–۱۳۲۶، به کوشش کاوه بیات و مجید تفرشی، فردوس، ۱۳۷۰
- شورش عشایری فارس ۱۳۰۹–۱۳۰۷ ه‍. ش، ۱۳۶۹
- عملیات اورامان، پاییز و زمستان ۱۳۱۰ شمسی، نایب سرهنگ حاجعلی رزم‌آرا، به کوشش کامبیز رزم‌آرا و کاوه بیات ۱۳۸۷
- داشناک - خویبون، نگاهی به هم‌پیمانی ارمنی‌ها و کردها در شورش آرارات ۱۳۰۹–۱۳۰۷ هجری شمسی، جهانگیر اندجانی و کارو ساسونی، به کوشش کاوه بیات
- ارومیه درمحاربه عالم‌سوز، از مقدمهٔ نصارا تا بلوای اسمعیل‌آقا، ۱۳۰۰–۱۲۹۸، به کوشش کاوه بیات، پردیس دانش، ۱۳۸۹
- روابط ایران و ترکیه، از سقوط دولت عثمانی تا برآمدن نظام جمهوری، ۱۳۰۲–۱۲۹۷، کاوه بیات، پردیس دانش، ۱۳۹۴
- روابط نظامی ایران و فرانسه در فاصله دو جنگ اول و دوم جهانی، کاوه بیات و مریم حبیبی، وزارت امور خارجه، ۱۳۸۷
- عملیات لرستان، اسناد سرتیپ محمد شاه‌بختی، ۱۳۰۳ و ۱۳۰۶، به کوشش کاوه بیات، شیرازه
- پان ترکیسم و ایران، پردیس دانش
- ایران و جنگ جهانی اول، اسناد وزارت داخله، سازمان اسناد ملی، ۱۳۶۸
- کهگیلویه و بویراحمد، مجموعه‌ای از اسناد و گزارش‌ها، مرکز دائرةالمعارف بزرگ اسلامی، ۱۳۹۲
- تاریخچه سه سال و نیمه ما و جنگ(۱۹۱۷–۱۹۱۴) روس و انگلیس؛ آلمان، عثمانی و ایران، به کوشش کاوه بیات، شیرازه، ۱۳۹۹
- شمال شرق فارس در آتش، کلنل اورتون و دیگران، ترجمه کاوه بیات، تهران، شیرازه، ۱۴۰۱.

## ترجمه
- قفقاز در تاریخ معاصر، به کوشش کاوه بیات، شیرازه، ۱۳۷۷
- سفرنامه بهمئی: گزارشی از تحولات کهگیلویه و بختیاری در جنگ جهانی اول ۱۹۱۷–۱۹۱۶، ادوارد ویلیام چارلز نوئل، نامک، ۱۳۹۳
- نبرد سردارآباد، ارمنستان، ۲۳ مه ۱۹۱۸، ژاک کایالوف، پردیس دانش، ۱۳۹۳
- ستون پنجم، گوشه‌ای از فعالیت‌های عوامل آلمان (۱۳۲۴–۱۳۲۰)، ترجمه کاوه بیات، جهان کتاب، ۱۳۹۱
- ت‍اری‍خ رواب‍ط س‍ی‍اس‍ی ای‍ران و ان‍گ‍ل‍ی‍س در دوره رض‍ا ش‍اه، علی اصغر زرگر، پروین، ۱۳۷۲
- ورشو ۱۹۲۰: تلاش نافرجام لنین برای چیرگی بر اروپا، آدام زامویسکی، ماهی، ۱۳۹۰
- کردها و فرقه دموکرات آذربایجان، گزارش‌هایی از کنسولگری آمریکا در تبریز، دی ۱۳۲۳ تا اسفند ۱۳۲۵، مترجم کاوه بیات، پردیس دانش، ۱۳۸۹
- ایل بختیاری، چارلز الکساندر گالت و دیگران به ترجمه و کوشش کاوه بیات و محمود طاهر احمدی، پردیس دانش، ۱۳۸۷
- مروری بر اندیشه و آثار آرتور کوستلر، ولف می ز، جوکی و کمیسار، ترجمه کاوه بیات و رامین کریمیان، نشر نی، ۱۳۷۴
- چچنها در گذر تاریخ، افسانه منفرد و کاوه بیات، بنیاد دائرةالمعارف بزرگ اسلامی، ۱۳۷۴
- آسیای میانه (مجموعه مقالات تاریخی) برتولد اشپولر، الکساندر بنیگسن، دفتر پژوهش‌های فرهنگی، ۱۳۷۶
- انقلاب و ضدانقلاب در آسیای میانه ۱۹۳۳–۱۹۱۷، گلندا فریزر، پردیس دانش، ۱۳۸۵
- نفت ایران، جنگ سرد و بحران آذربایجان، ریچارد کاتم، نشر نی، ۱۳۷۹
- دخالت نظامی بریتانیا در شمال خرسان، ۱۹۱۸–۱۹۱۹، سی.اچ. الیس، مؤسسهٔ مطالعات و تحقیقات فرهنگی، ۱۳۷۲
- در آخرین روزهای رضا شاه: تهاجم روس و انگلیس به ایران در شهریور ۱۳۲۰، ریچارد استوارت، ترجمه عبدالرضا هوشنگ مهدوی و کاوه بیات، ۱۳۷۰
- مسلمانان شوروی: گذشته، حال و آینده، الکساندر بنیگسن و مری براکس آب، دفتر نشر فرهنگ اسلامی، ۱۳۷۰
- شیخ شامل داغستانی، فیتس روی مک لین، دفتر پژوهش‌های فرهنگی، ۱۳۷۰
- مصدق، نفت ناسیونالیسم ایرانی، جیمز بیل، ویلیام راجر لویس، ترجمه عبدالرضا هوشنگ مهدوی و کاوه بیات، نشر نو، ۱۳۶۸
- «آن لمتون در عرصه علم و سیاست» جان گرنی، ترجمه کاوه بیات، انتشارات جهان کتاب، پاییز ۱۳۹۸
- فرامین تأسیس، اداره و انحلال حکومت فرقه دموکرات آذربایجان: مجموعه‌ای از اسناد شوروی، ترجمه کاوه بیات، شیرازه، ۱۴۰۰

### مقالات
- مدخل پیشه‌وری در دانشنامه جهان اسلام[۴]
- بازگشت سید ضیاء الدین طباطبایی ۲۲–۱۳۲۰، فصلنامه گفتگو، شمارهٔ ۶۹، اسفند ۱۳۹۴، صص ۷۹–۴۵
- ایران و جنگ جهانی اول، فصلنامه گفتگو، شمارهٔ ۶۵، آبان ۱۳۹۳، صص ۴۳–۱۷
- نهضت غرب، فصلنامه گفتگو، شمارهٔ ۶۱، اسفند ماه ۱۳۹۱، صص ۷۵–۵۳
- در کنار یا برکنار از کارگران ایران، آبادان، اردیبهشت ۱۳۰۸، فصلنامه گفتگو ۶۴، آذرماه ۱۳۸۴، صص ۸۵–۶۹
- جبههٔ قفقاز ۱۹۱۸–۱۹۱۴، مندرج در کتاب سایه سار مهربانی، تهران، کتاب سیامک، ۱۳۸۳، صص ۲۲۵–۲۱۱
- بحران تغییر پایتخت، ایران و جنگ جهانی اول مجموعه مقالات، تهران مرکز اسناد و تاریخ دیپلماسی، ۱۳۸۰، صص ۲۳۸–۲۲۱